# Minytyja
Minytyja znana też jako Talestris – w mitologii greckiej królowa  Amazonek z okolic Albanu.
Minytyja wywodzi się z Amazonek osiadłych w Albanie, w pobliżu Kolchidy, dokąd wypędzono je z Temiskyry równocześnie z ich sąsiadami Gargareńczykami. Po dotarciu bezpiecznie w Góry Albańskie, oba ludy rozdzieliły się na dwie grupy - Amazonki osiadły u stóp Gór Kaukaskich nad rzeką Mermodas, zaś Gargareńczycy tuż obok na północy. Każdej wiosny, w określony dzień, na szczycie góry rozgraniczającej ich ziemie spotykały się grupy młodych Amazonek i młodych Gargareńczyków. Wspólnie składali ofiary i spędzali razem dwa miesiące. Gdy któraś z Amazonek stwierdzała, że jest w ciąży, natychmiast wracała do domu. Wszystkie urodzone dziewczynki zostawały Amazonkami, chłopców zaś odsyłano Gargareńczykom, którzy nie mając sposobu ustalenia ich ojcostwa, rozsyłali dzieci po chatach w drodze losowania. 
Królowa Amazonek Minytyja wyruszyła ze swego albańskiego dworu, by spotkać się w nawiedzanej przez tygrysy Hyrkanii z Aleksandrem Wielkim, który wówczas przebywał w Królestwie Partów. Z trzystoma kobietami maszerowała trzydzieści pięć dni przez gęsto zaludnione kraje po to, aby mieć potomstwo z królem. Jej wygląd i przybycie wzbudzały powszechne zainteresowanie.Podziwiano zarówno jej ubiór niespotykany u kobiet, jak i jej pragnienie miłości z Aleksandrem. Z tego powodu król zarządził trzynaście dni odpoczynku. Minytyja, gdy tylko zdawało jej się, że zaszła w ciążę, opuściła obóz, jednak wkrótce potem zmarła bezdzietnie. 